# Lagenidium
Genre

Lagenidium est un genre d'Oomycètes. Il comprend notamment l'espèce Lagenidium giganteum, utilisée comme agent de lutte biologique contre les moustiques.
Certaines espèces peuvent provoquer chez le chien une mycose cutanée appelée lagénidiose.

## Liste des espèces et formes
Selon ITIS (14 mai 2014) :
- Lagenidium callinectes Couch, 1942

Selon NCBI (14 mai 2014) :
- Lagenidium callinectes
- Lagenidium caudatum
- Lagenidium chthamalophilum
- Lagenidium deciduum
- Lagenidium giganteum
  - forme Lagenidium giganteum f. caninum
- Lagenidium humanum
- Lagenidium myophilum
- Lagenidium thermophilum

Selon World Register of Marine Species (14 mai 2014) :
- Lagenidium callinectes (Couch, 1942)
- Lagenidium chthamalophilum (Johnson, 1958)